# Haffner (adelsslægt)
 For alternative betydninger, se Haffner. (Se også artikler, som begynder med Haffner)
Militærslægten (von) Haffner kom til Danmark i slutningen af det 17. århundrede med feltpræst, magister Reinhold Haffner (død 1707), der efter familieoptegnelser var sønnesøn af Johan Jacob von Haffner til Westhoffen, som tilhørte en elsassisk uradelsslægt.
Reinhold Haffner var bedstefader til oberstløjtnant Reinhold Jacob (von) Haffner (1731-1806), der var fader til oberstløjtnant og norsk kammerherre Johan Friedrich Wilhelm (von) Haffner (1768-1822) til Dal i Ullensaker — hvis efterkommere lever i Norge — og til generalmajor Adam Mogens Wenzel (von) Haffner (1774-1844) og generalløjtnant Johan Wolfgang (Reinhold) (von) Haffner (1770-1829) til Egholm. Denne sidste var fader til politiker og general Wolfgang Haffner (1810-1887) til stamhuset Egholm — hvis datter Ebba Wilhelmine Haffner (1836-1914), gift med overhofstaldmester, grev Alfred Piper, bragte stamhuset til denne svenske greveslægt, af hvilken hendes efterkommere nu fører navnet von Haffner-Piper — og til oberst Waldemar Haffner (1816-1894), hvis søn, stutteriejer, kammerherre Johannes Wolfgang Haffner (1845-1913) til Brodda var fader til amtsforvalter i Haderslev Waldemar Haffner (1872-1948).
Et andet dansk medlem af slægten var officeren og tegneren Johann Heinrich Wilhelm von Haffner (1746-1808).
Slægten er aldrig blevet naturaliseret i Danmark.